# صعصع
صَعْصَع (الاسم العلمي Ictinia) جنس طير من عمارة الحدأ وفصيلة البازيات. أنواعه قليلة جميعها من القواطع الكبيرة الجثة. أثوابها إلى الصهبة الرصاصية يعلوها مواج أزرق. رؤوسها زاهية. سواقطها واذنابها عابقة. عيونها حمر اللون، سود الإطار والاهداب . مناسرها إلى السواد الأزرق، أوساغها جؤوية، قوتها العظاء والدويبات والحشرات على اختلافها. دثن في الاشجار الباسقة. إناثها تضع من رفتين إلى ثلاث رفنات تحضنها بمناوبة ذكورها نحو أربعة أسابيع.